# Ébréon

Ébréon este o comună în departamentul Charente, Franța. În 2009 avea o populație de 155 de locuitori.